# مسجد الملك الحسين

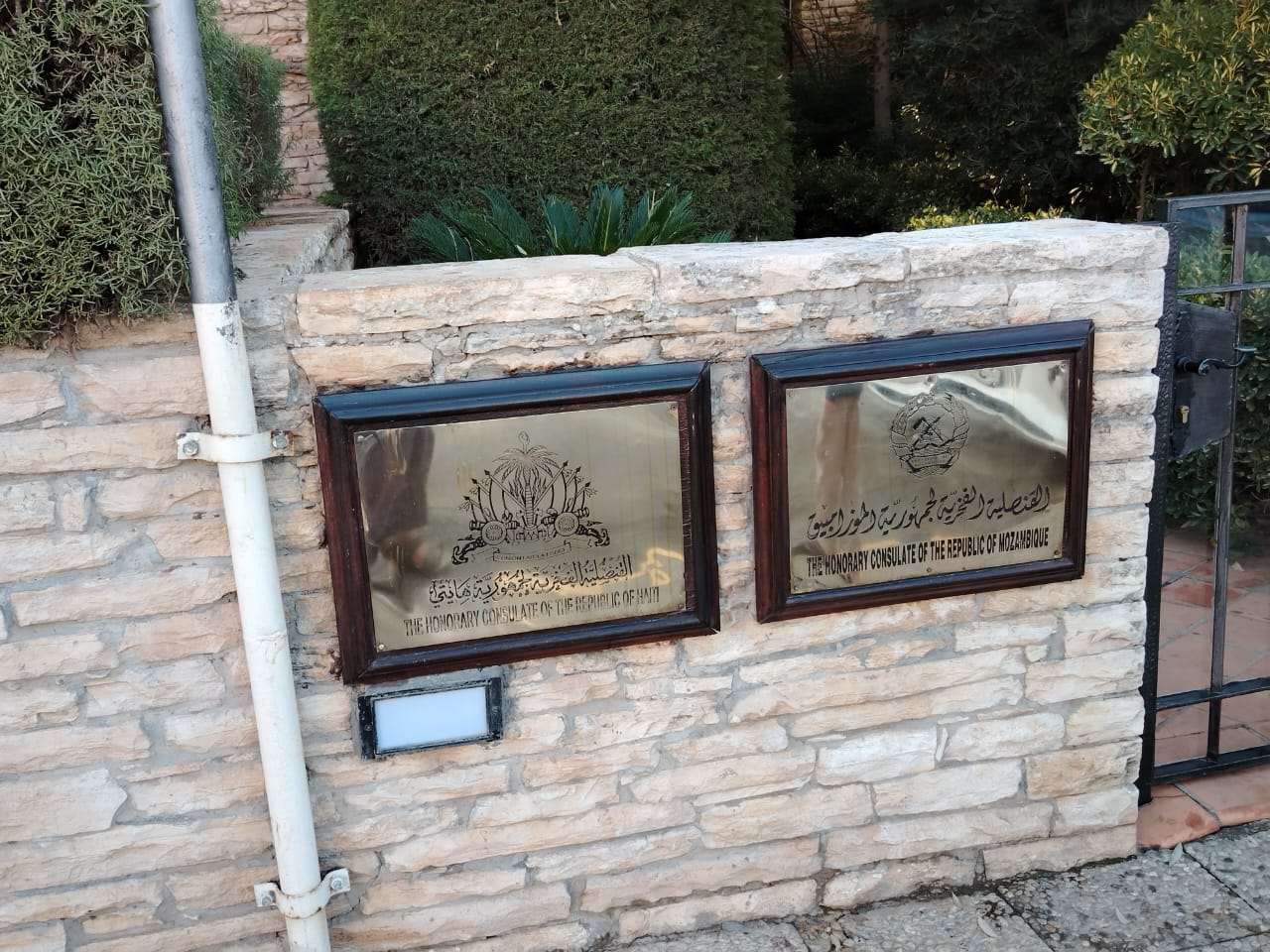

مسجد الملك حسين، أكبر مساجد الأردن. بني في عهد الملك عبد الله الثاني في عمان بمنطقة دابوق التابعة لعمان الغربية. يقع المسجد على ارتفاع 1013 متر عن سطح البحر ويمكن الوصول إليه عن طريق دخول حدائق الملك حسين في شارع الملك عبد الله الثاني بالقرب من مدينة الحسين الطبية ثم سلوك الطرقات في الحديقة حتى الوصول إليه. وهو مسجد حديث البناء بني في أواخر عام 2005. يقع في مكان استراتيجي مطل على عمان وعلى جبال وادي السير حيث يُرى من أغلب مناطق عمان، ويتميز بشكله المربع ومآذنه الأربعة وأرضيته الرخامية. وافتتحه الملك عبد الله الثاني في حرم المسجد يوم 15 مايو 2012 متحف الرسول، وهو يحتوي على عدد من الآثار النبوية الشريفة للرسول .

## التصميم

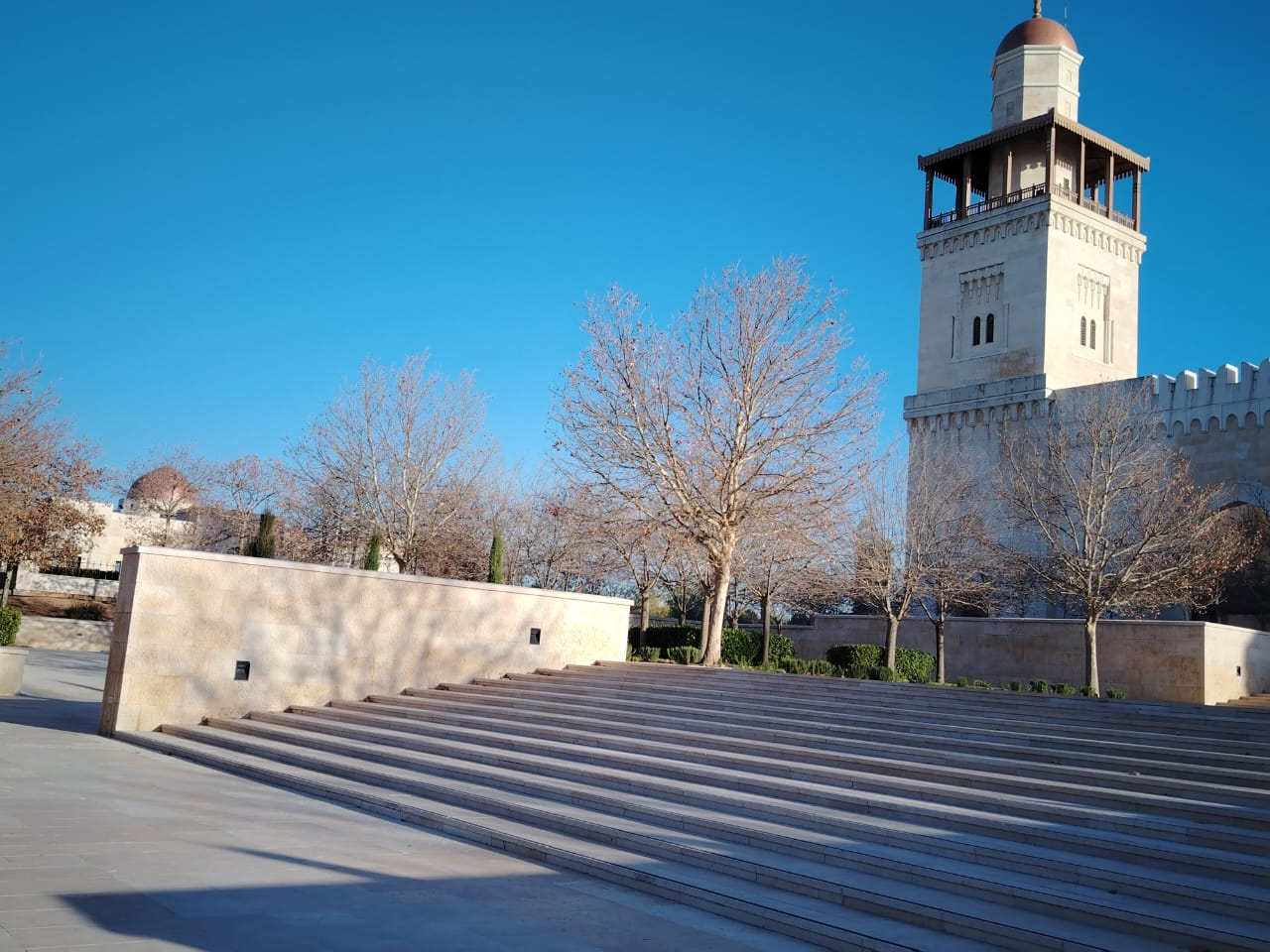
مسجد الملك حسين في عمان من الخارج

بني المسجد على طراز العمارة الإسلامية الخاص بمنطقة بلاد الشام، والذي يبدو جلياً في الواجهات الداخلية والخارجية التي اكتست بحجر البناء الأردني بالألوان والأنماط والتشكيلات والنقوش الإسلامية، وقد تكرر هذا الأسلوب في جميع أرضيات الفناءات والمداخل والممرات التي تحيط بالمسجد. ويتكون بناء المسجد من طابق أرضي وطابق فوقه بالإضافة إلى طابق الميزانين.

## المنبر
يتكون المنبر من 2000 قطعة منفصلة تم تصميمها وتركيبها بطريقة مشابهة لمنبر صلاح الدين الأيوبي، الذي تم تصنيعه في المعهد. وتبلغ أبعاد المنبر تبلغ 4.5 متر ارتفاعًا، و2.85 متر عرضًا، وعمق البوابة متر واحد. تم اختيار هذه الأبعاد بناءً على المساحة المخصصة للمنبر، ما يجعله فريدًا من نوعه على مستوى الأردن.

وقد دشّن رئيس جامعة البلقاء التطبيقية، الدكتور عمر الريماوي، منبر مسجد الملك الحسين بن طلال طيب الله ثراه، الذي تم بناؤه كهدية من الجامعة بمناسبة عيد ميلاد الملك عبد الله الثاني السادس والأربعين.

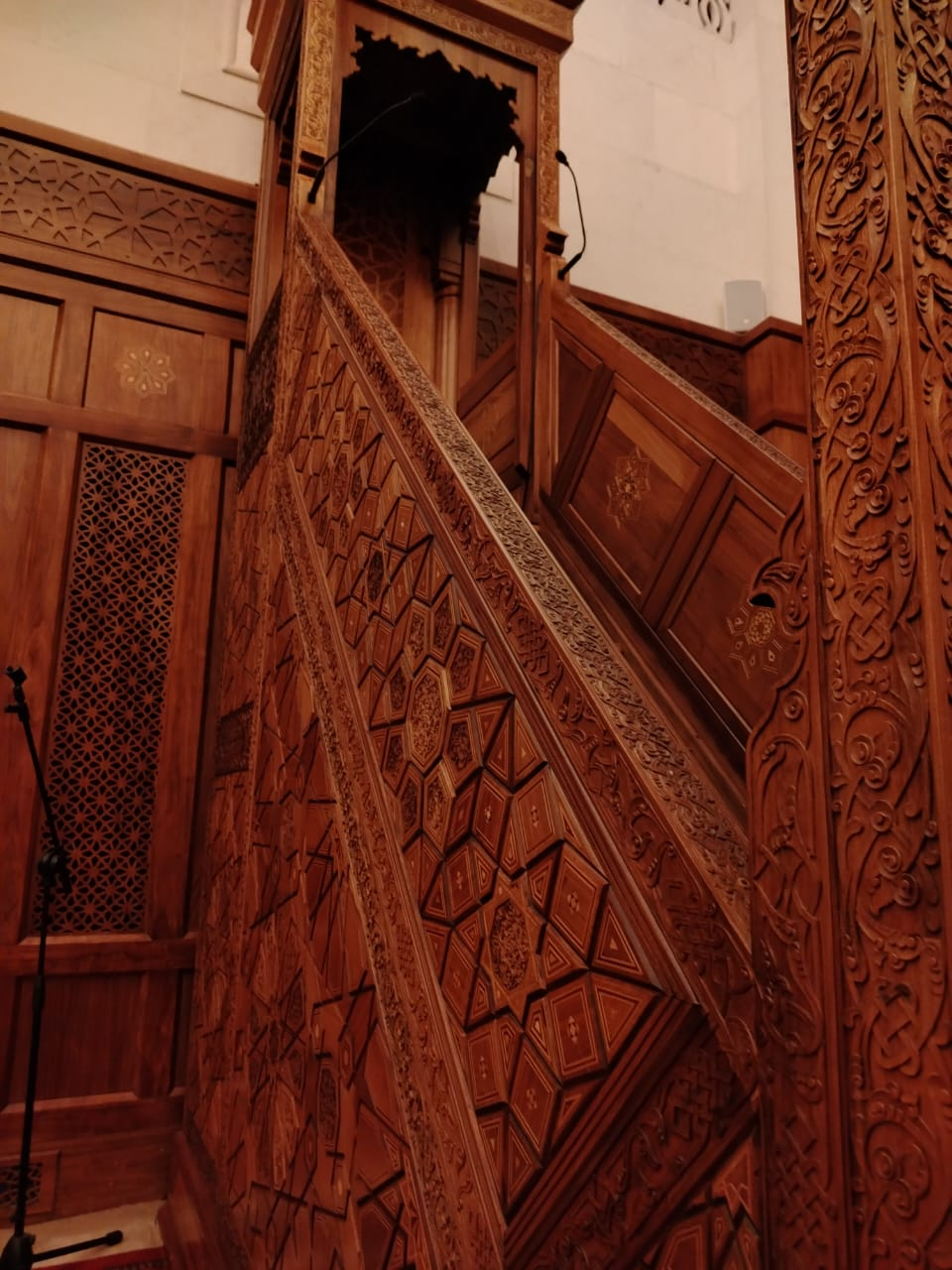
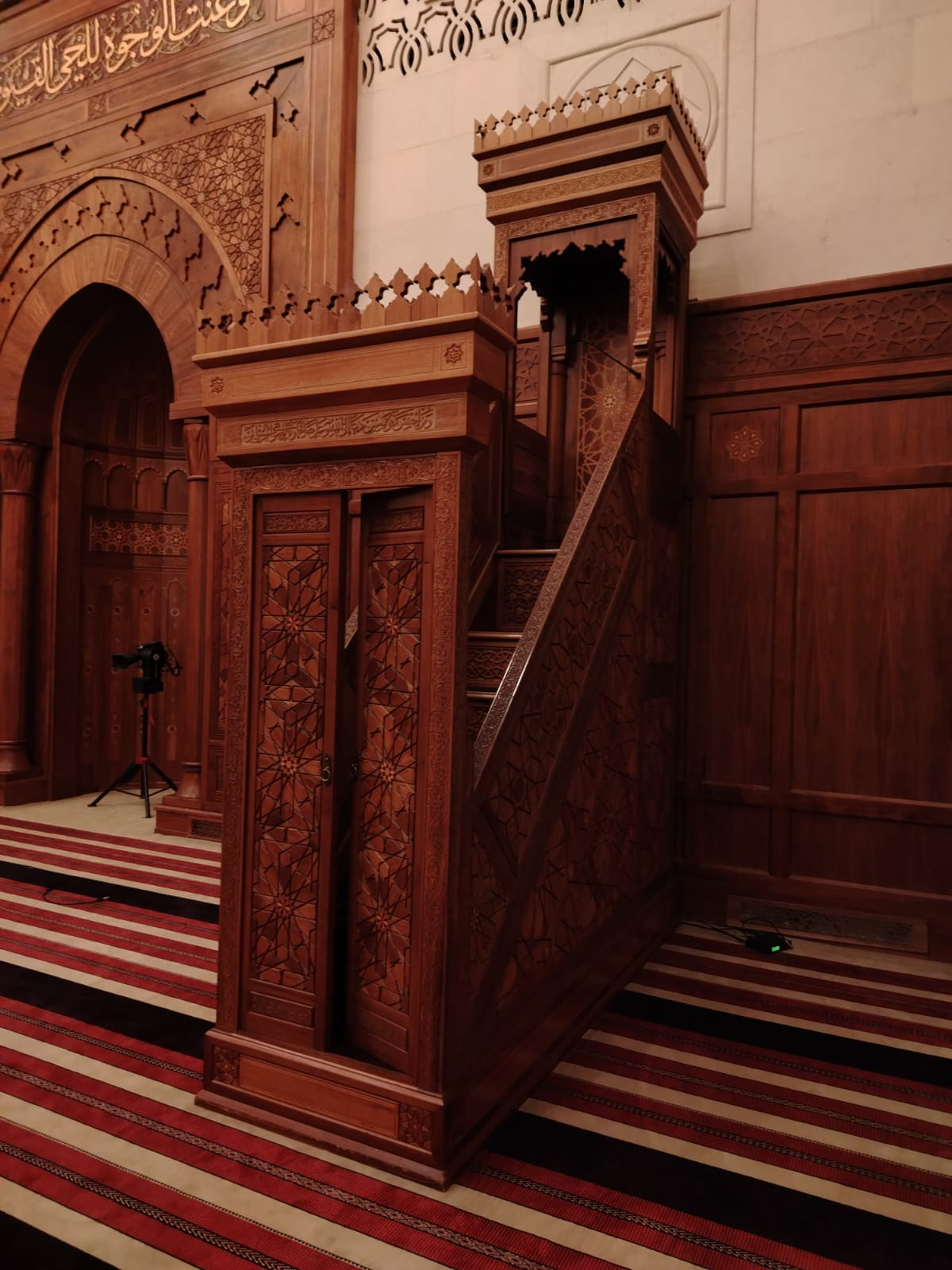
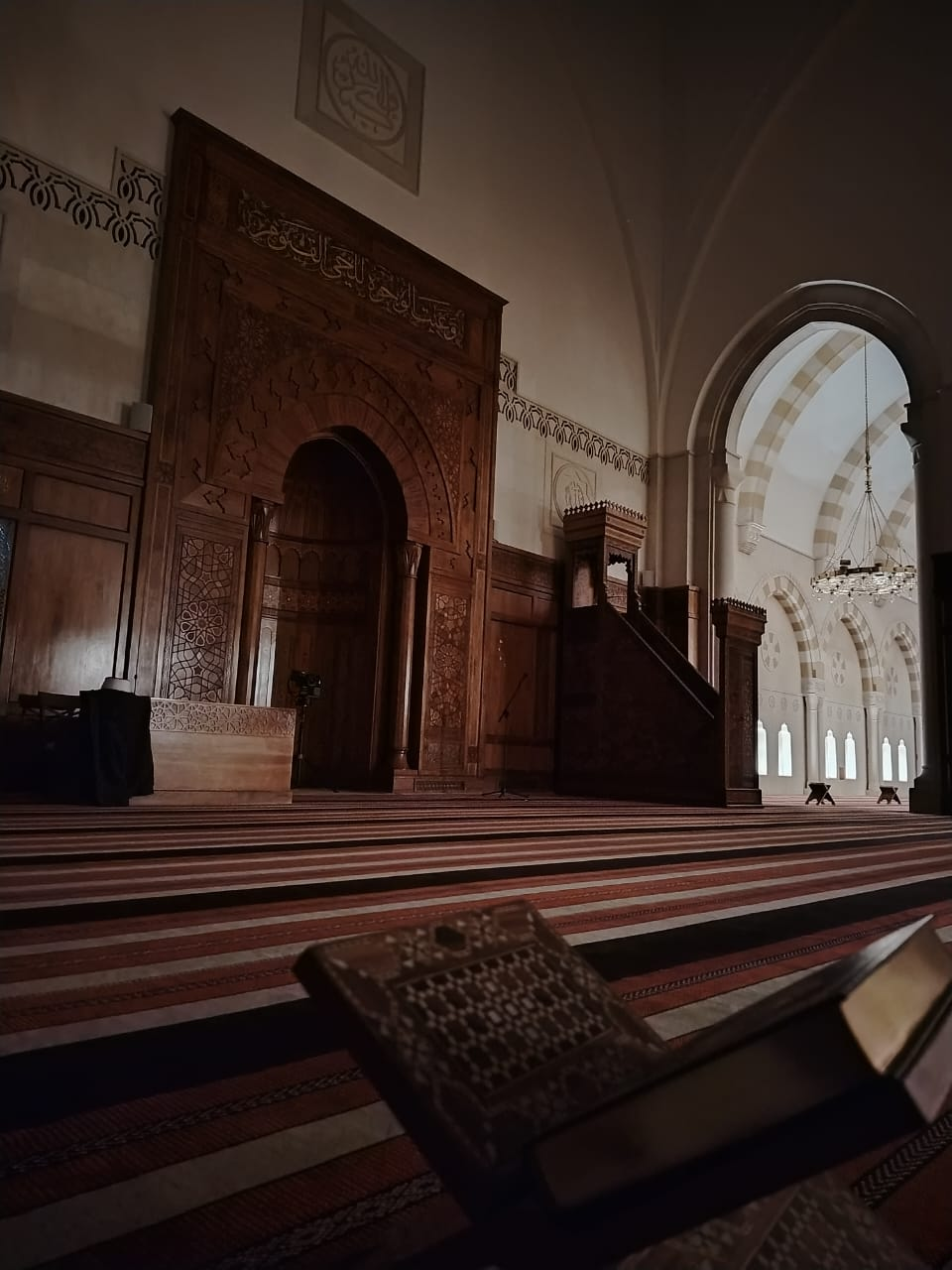
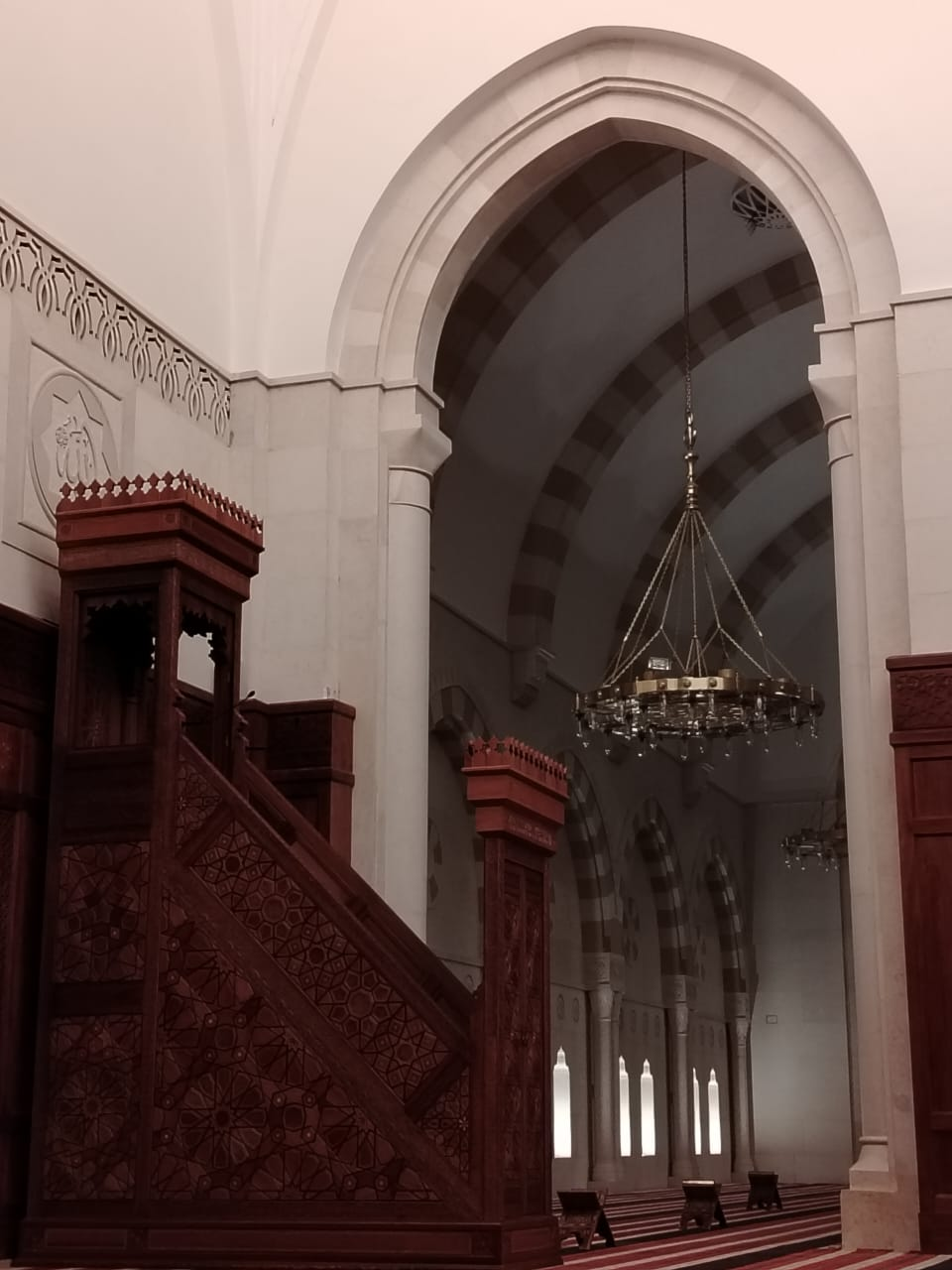
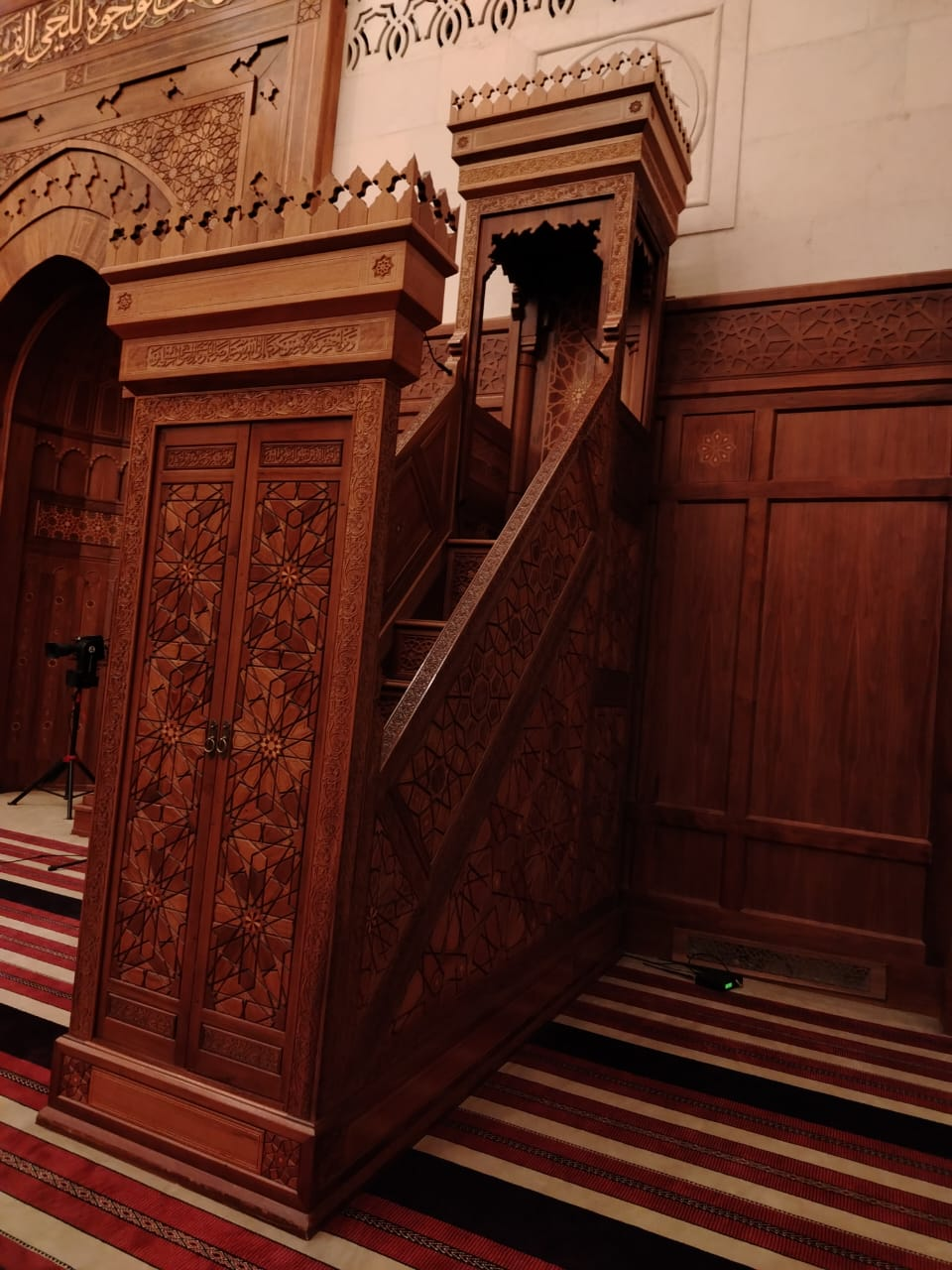
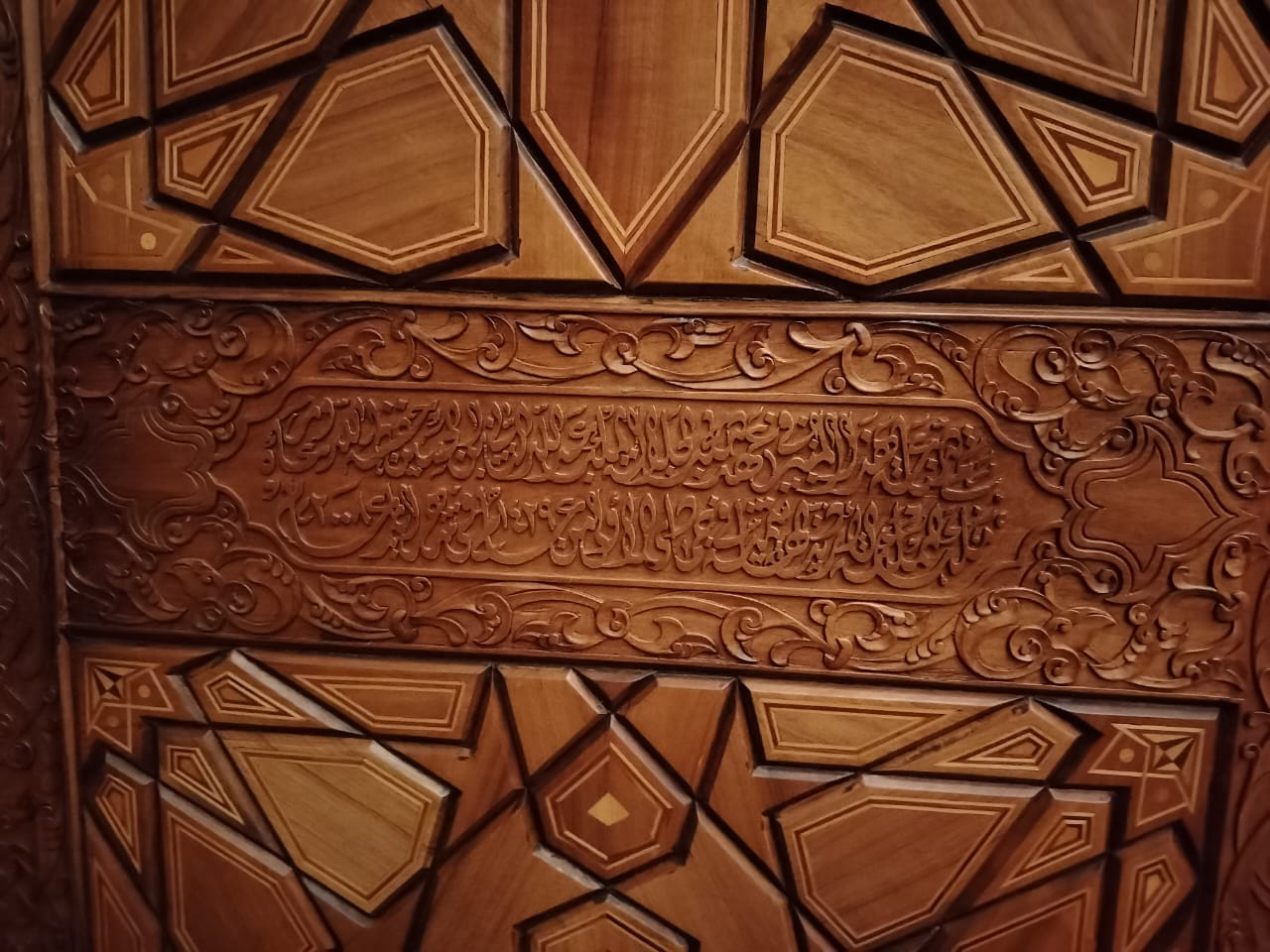

### المصليات

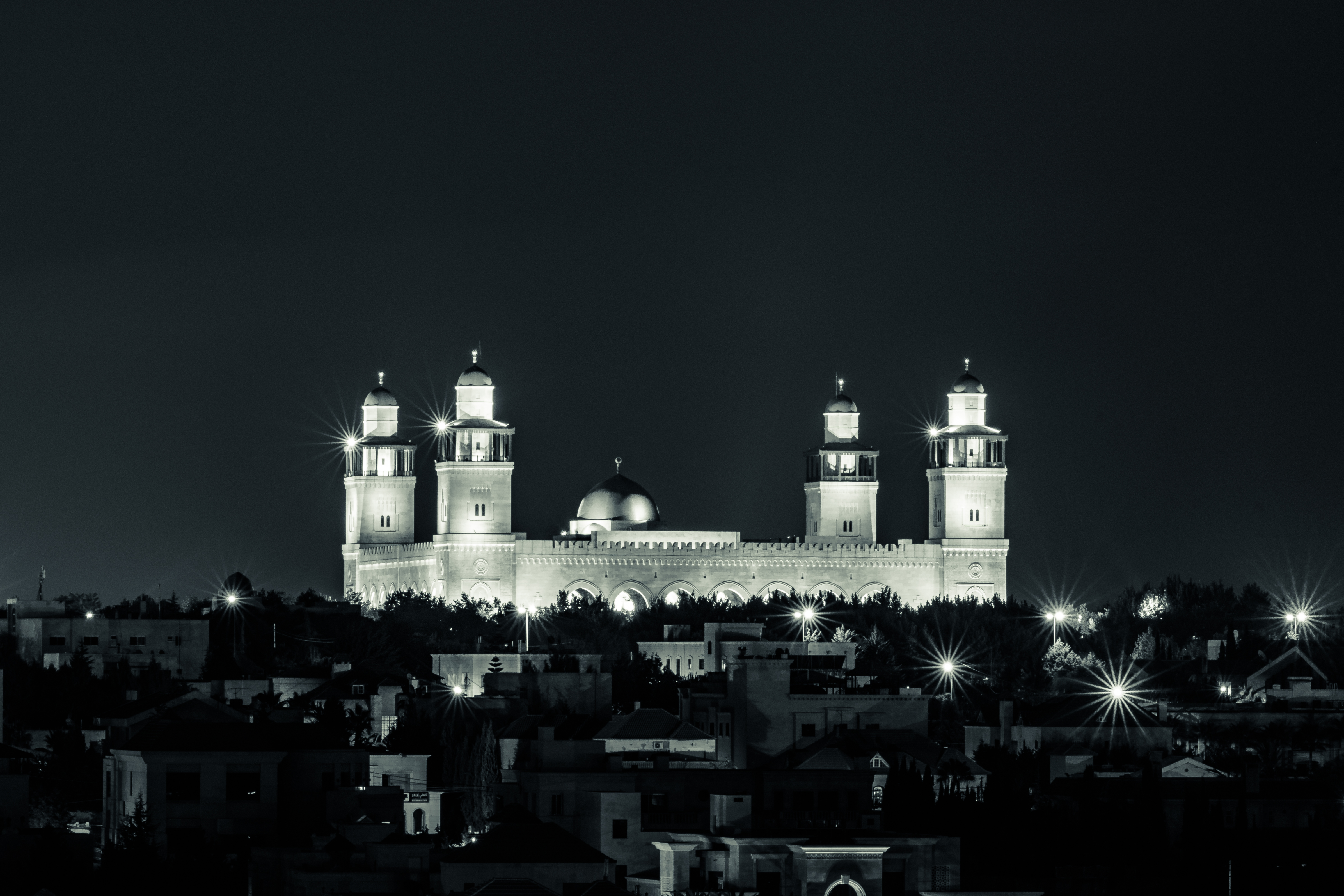
صورة تظهر المسجد ليلاً

## معرض الصور

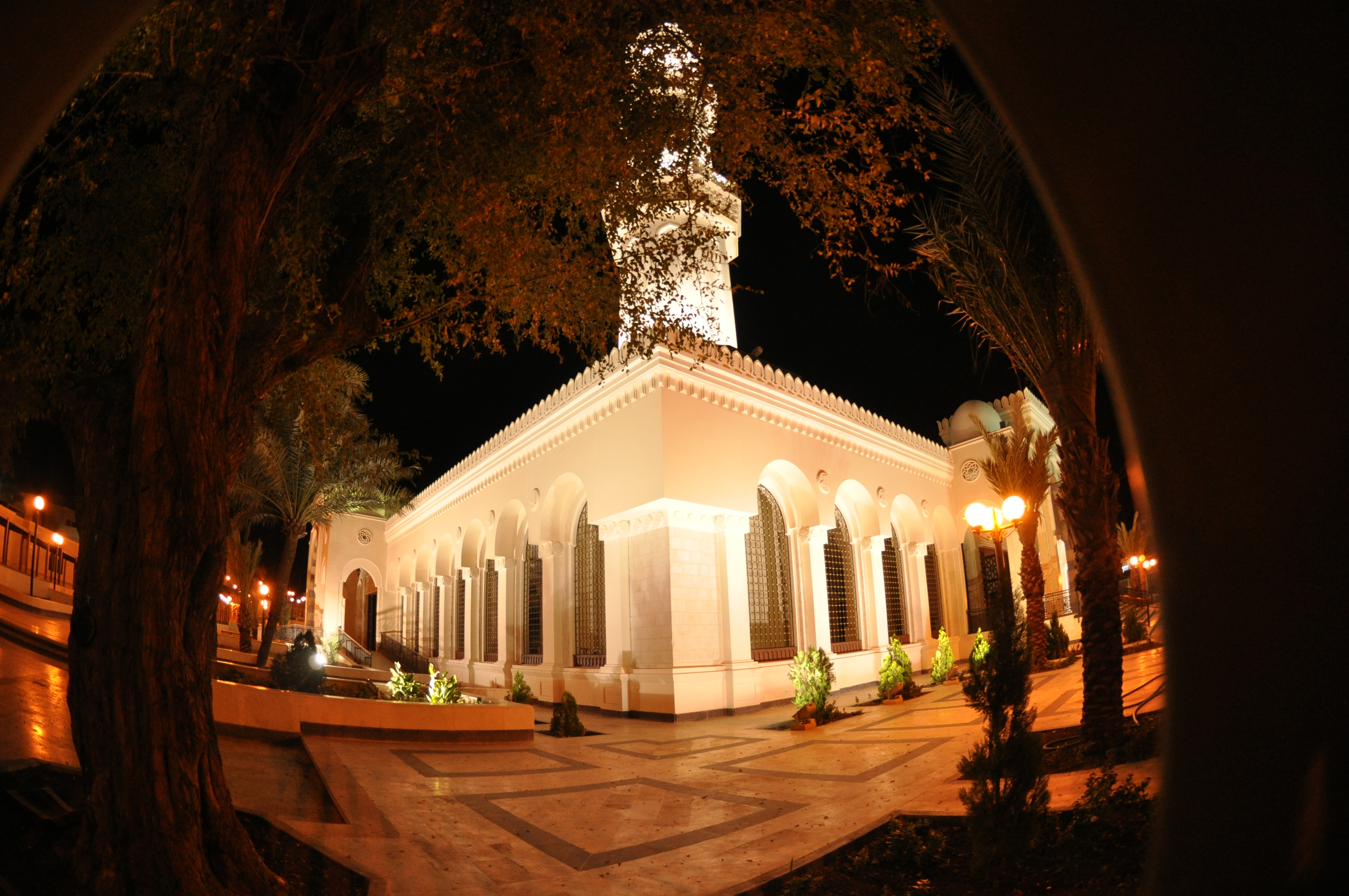
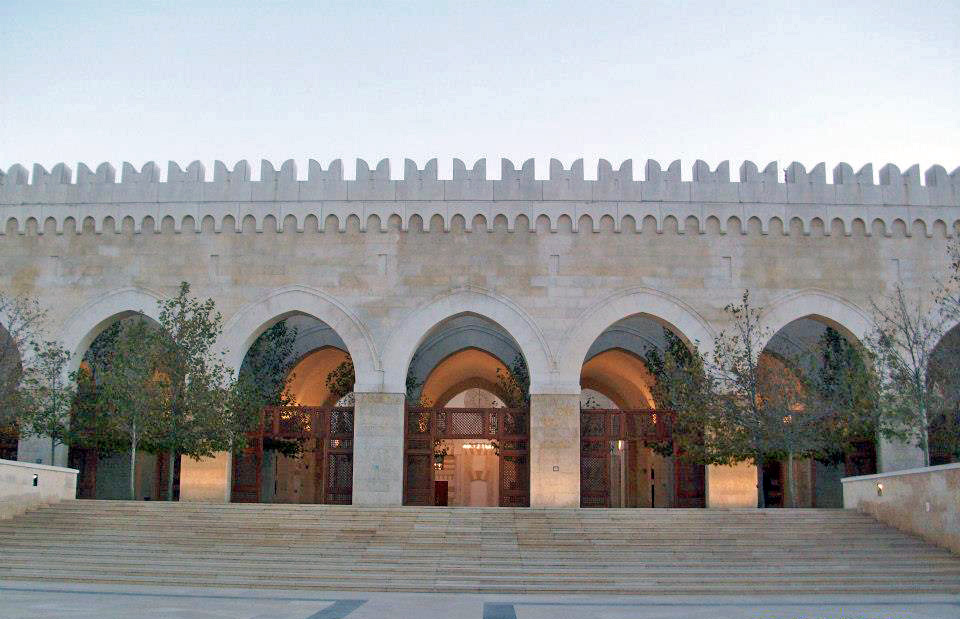
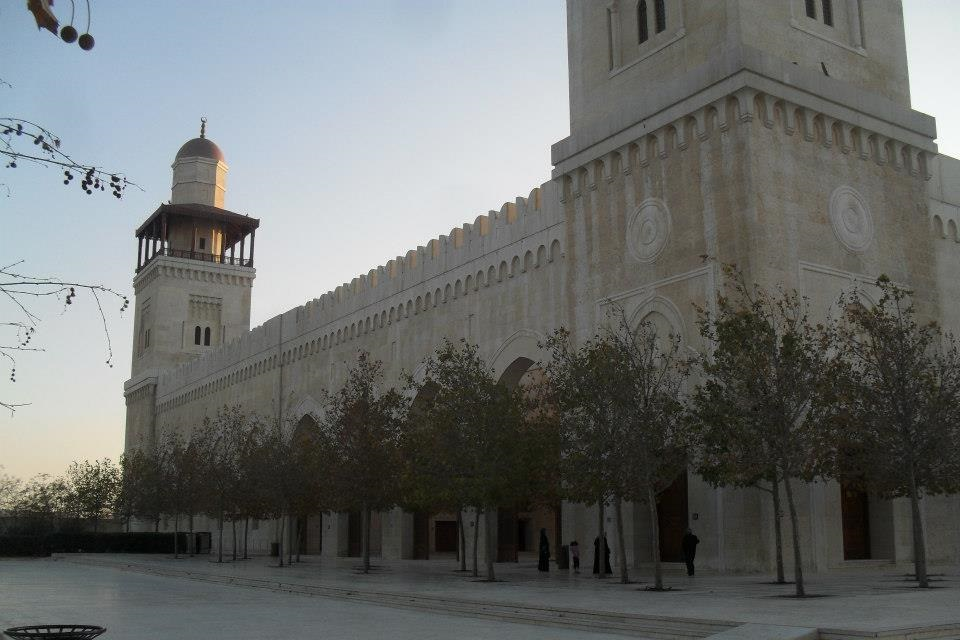
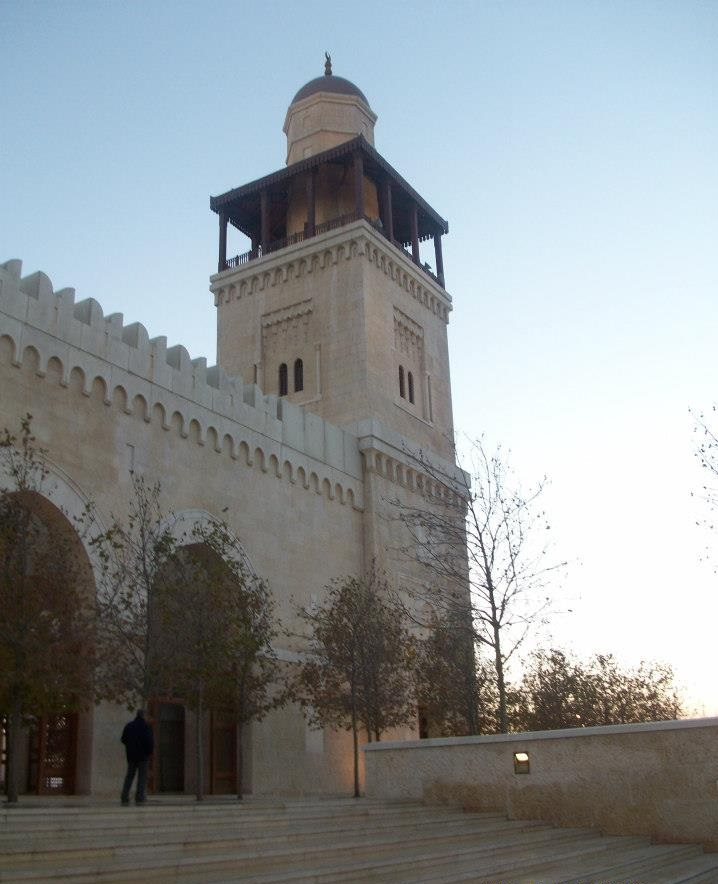
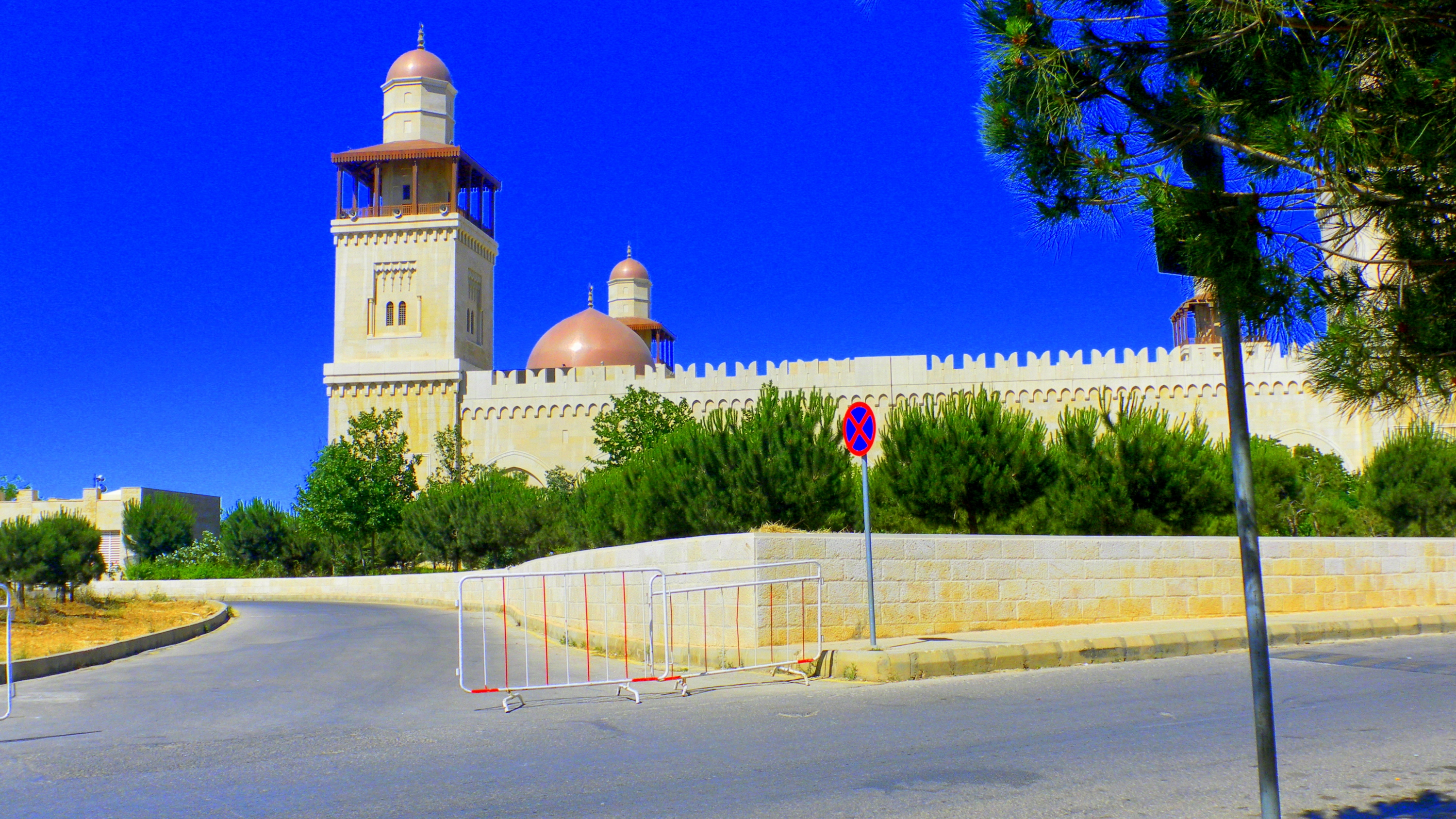
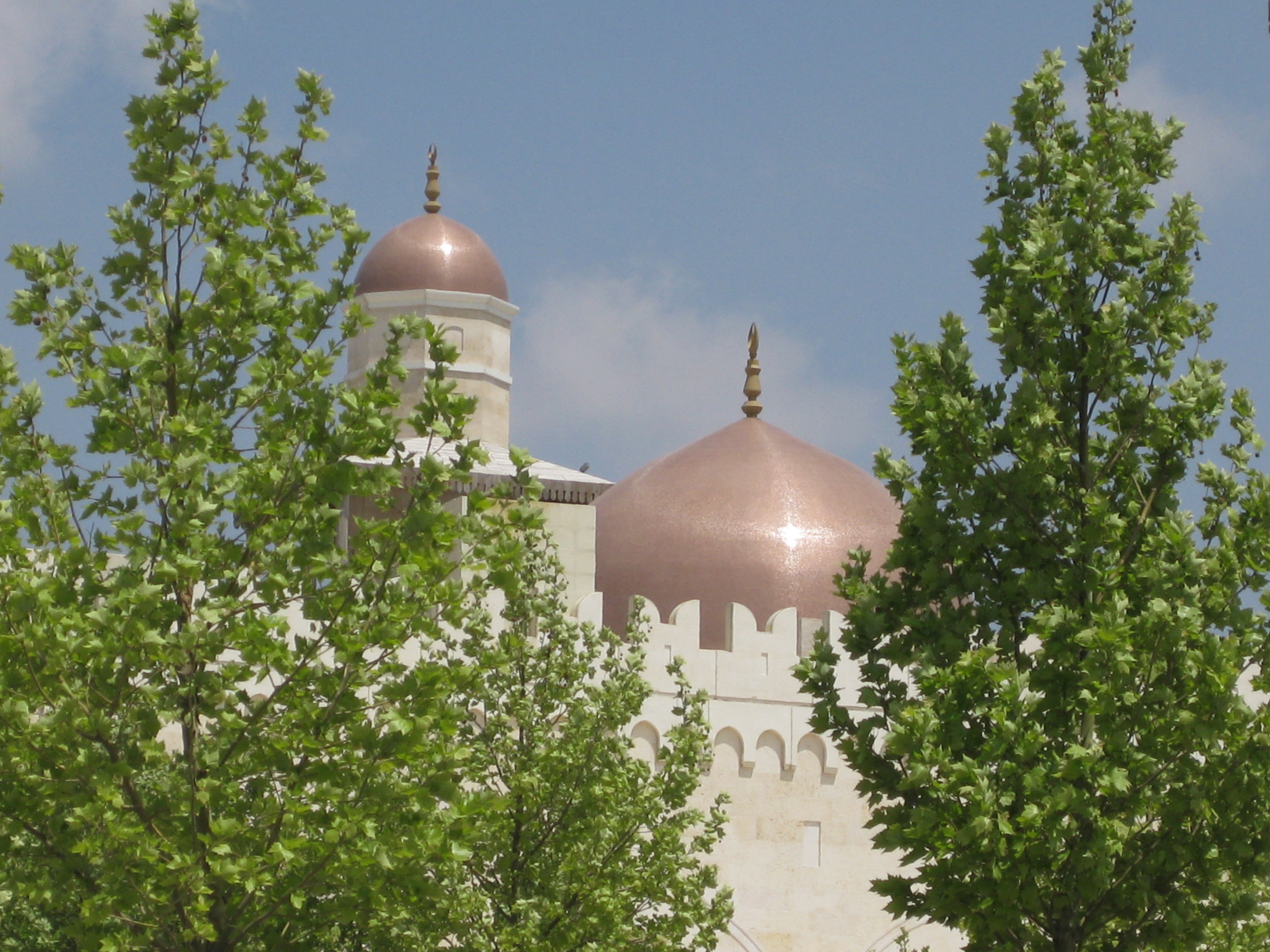
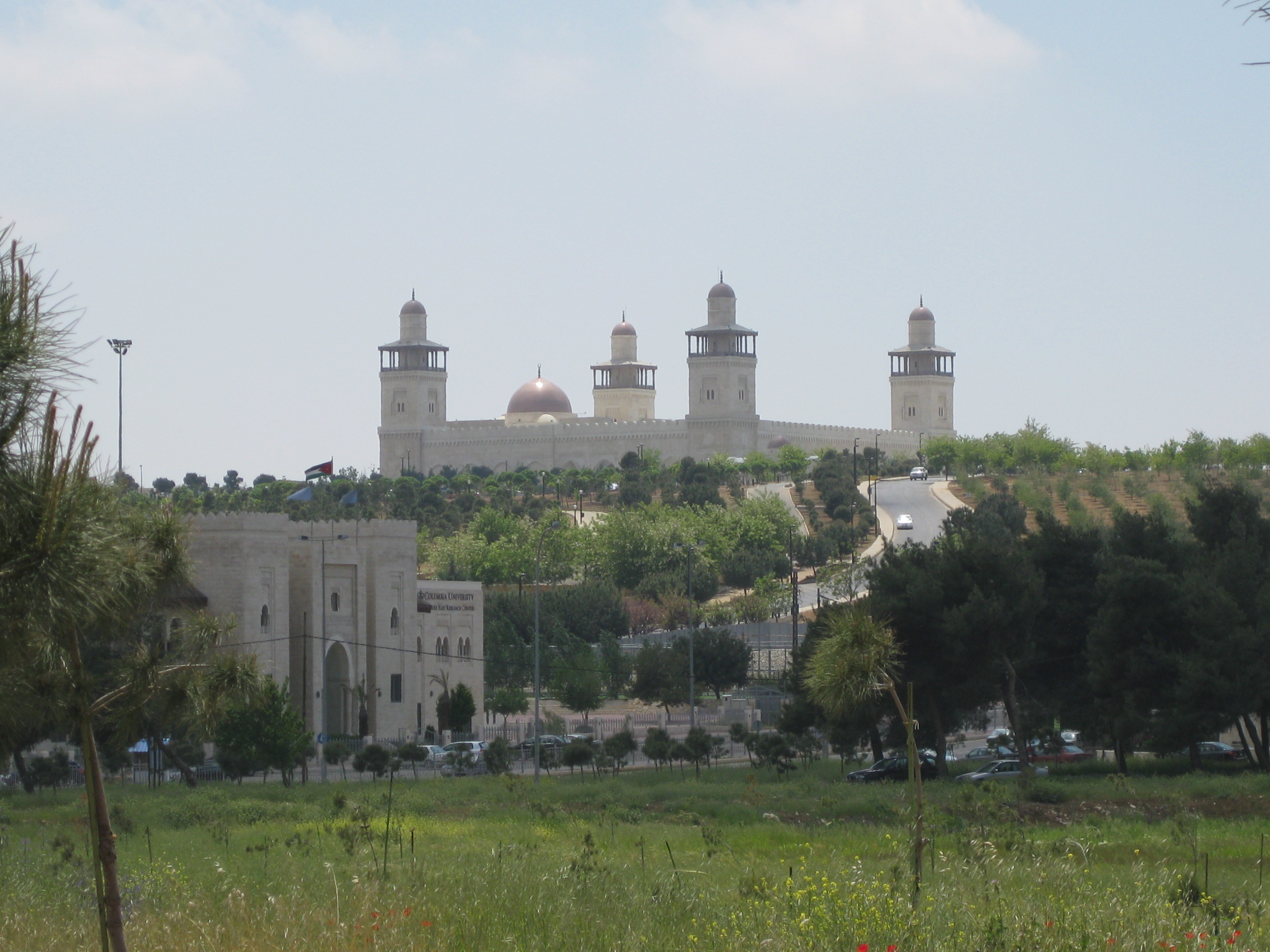
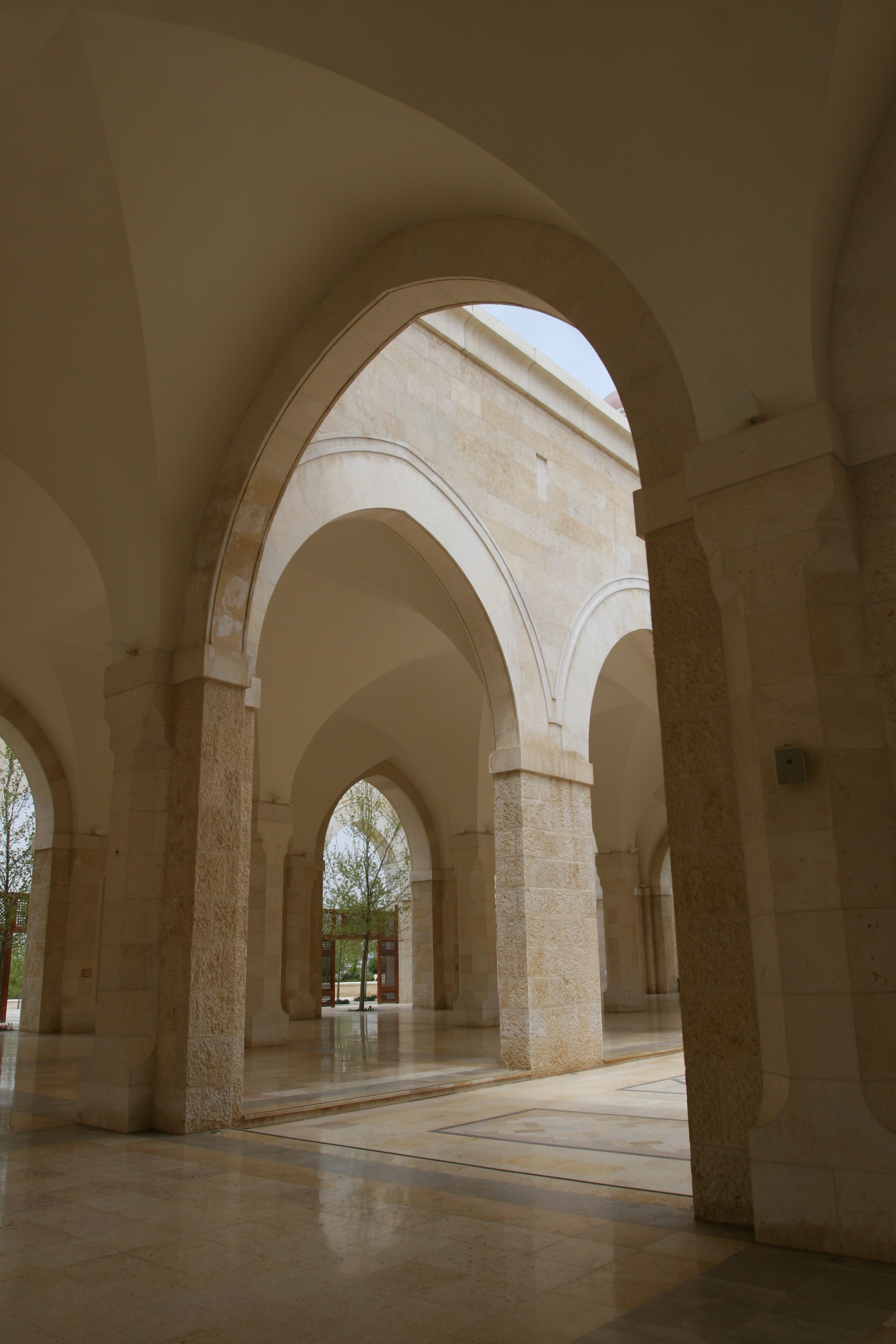
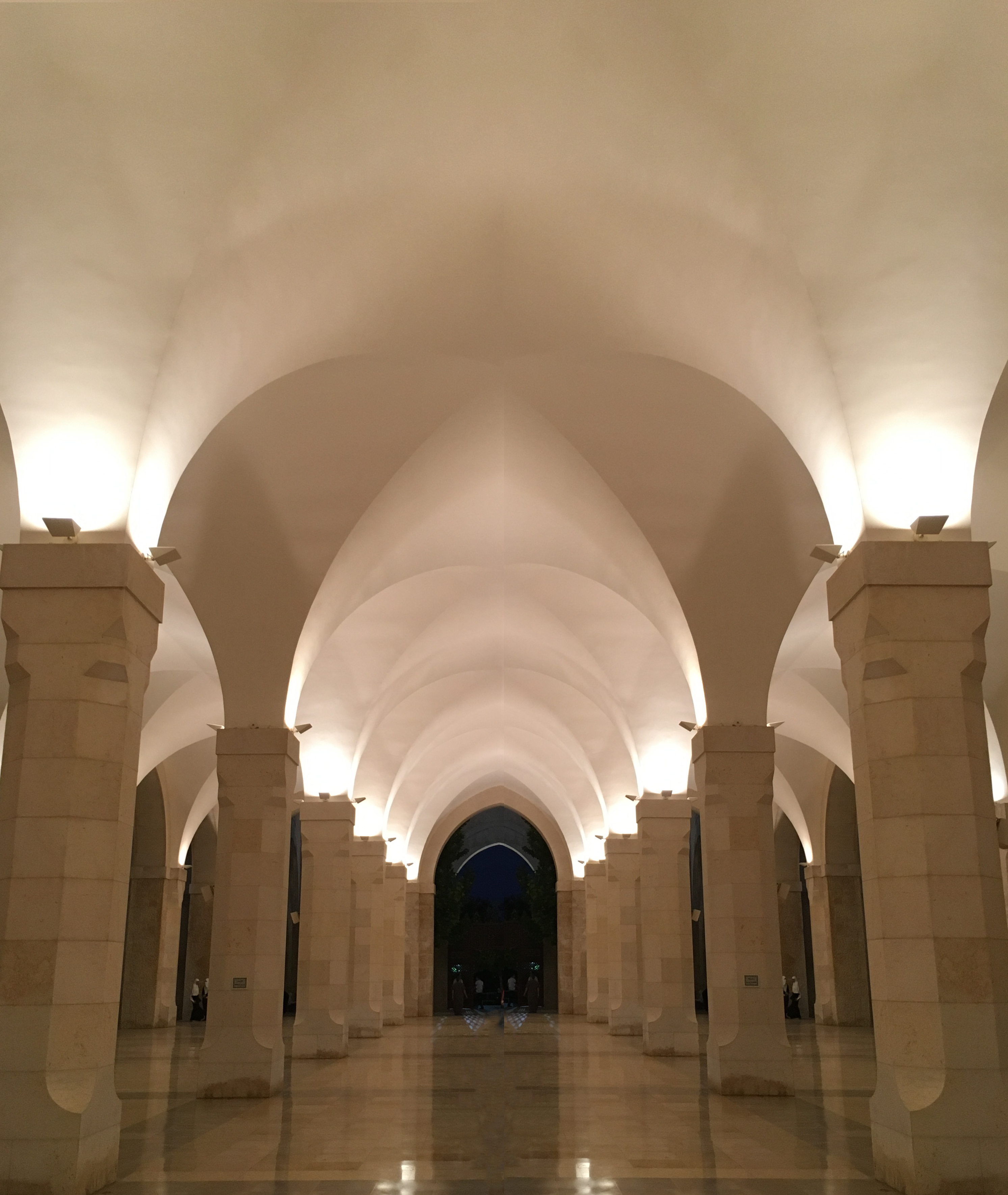
مدخل مسجد الملك حسين.
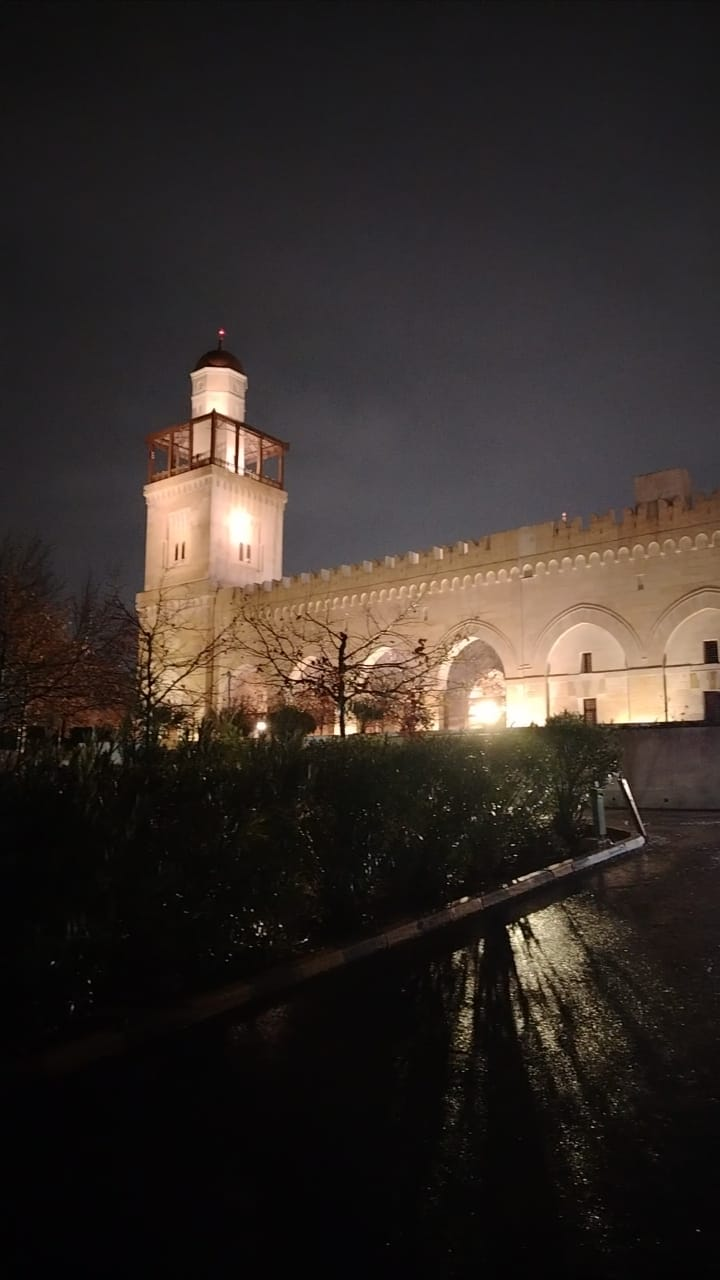
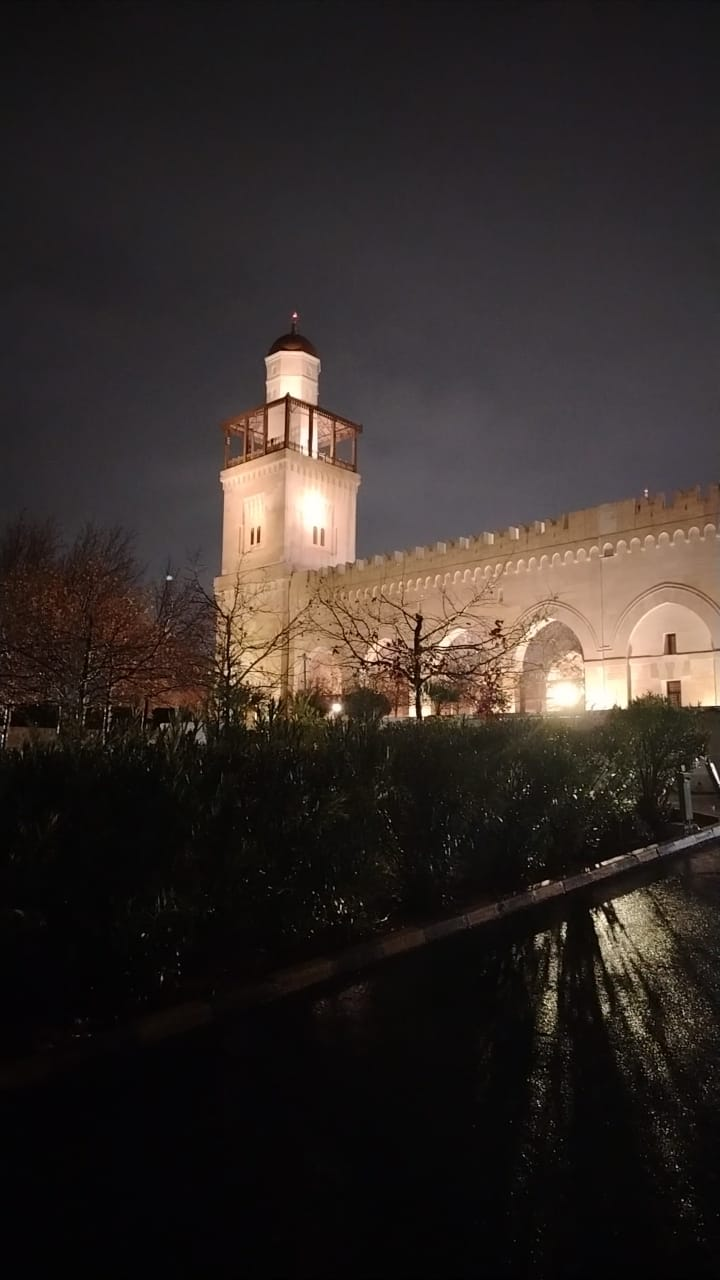
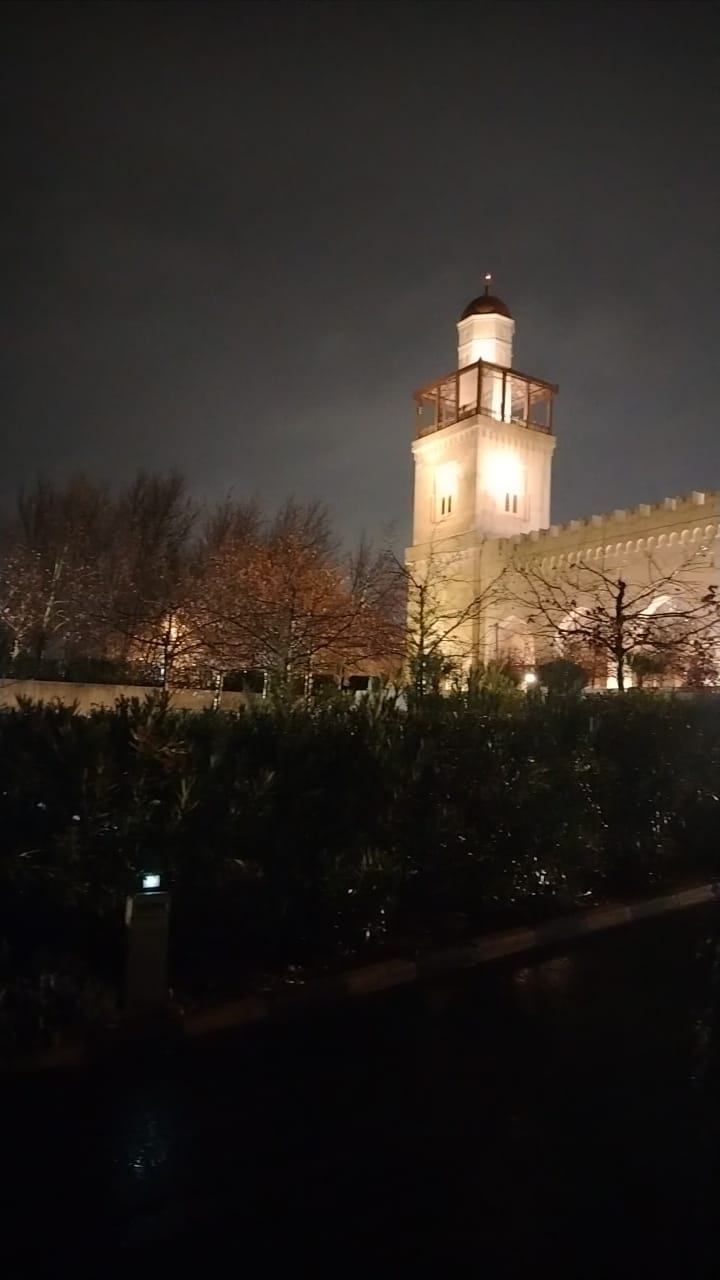
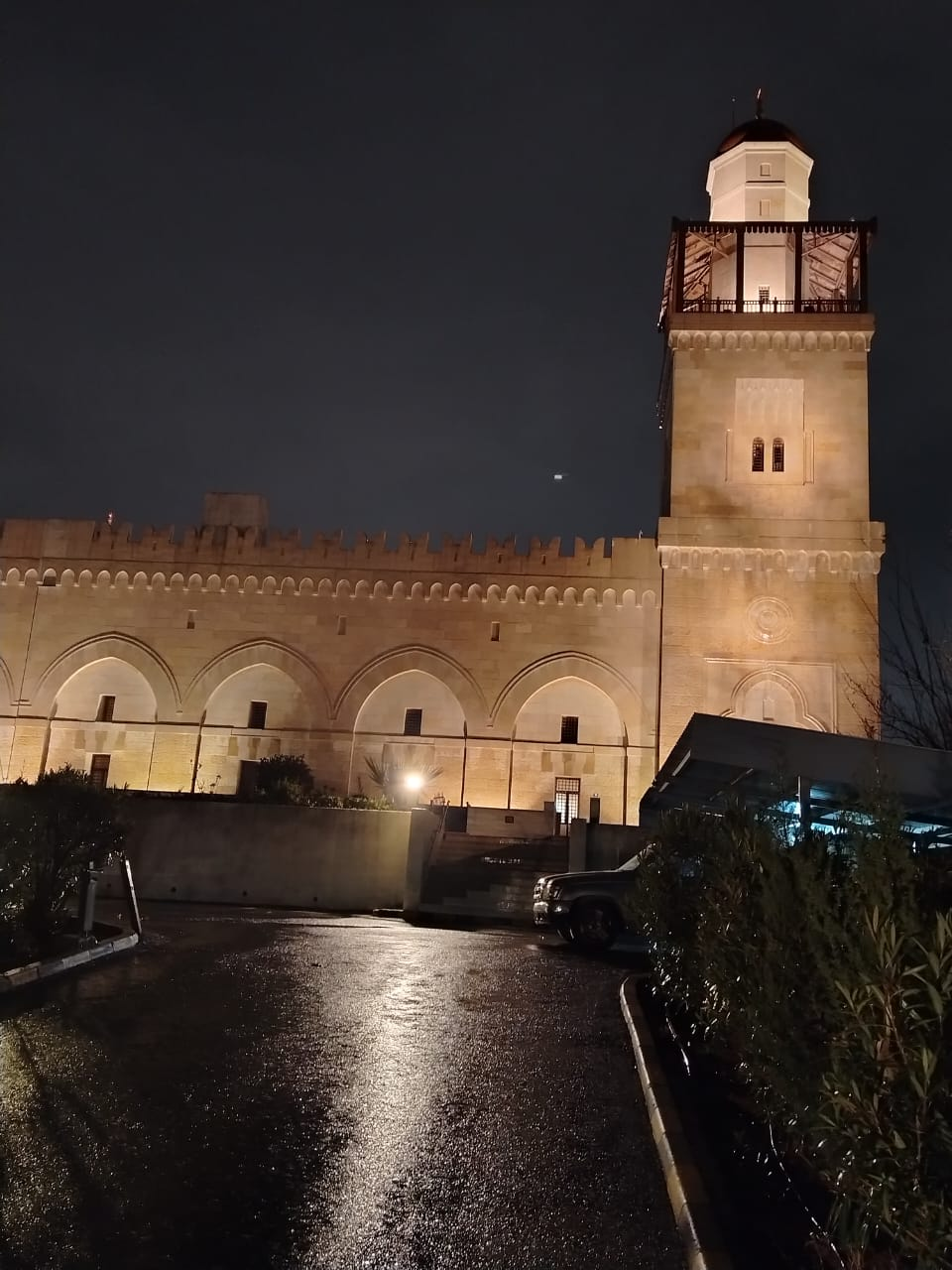
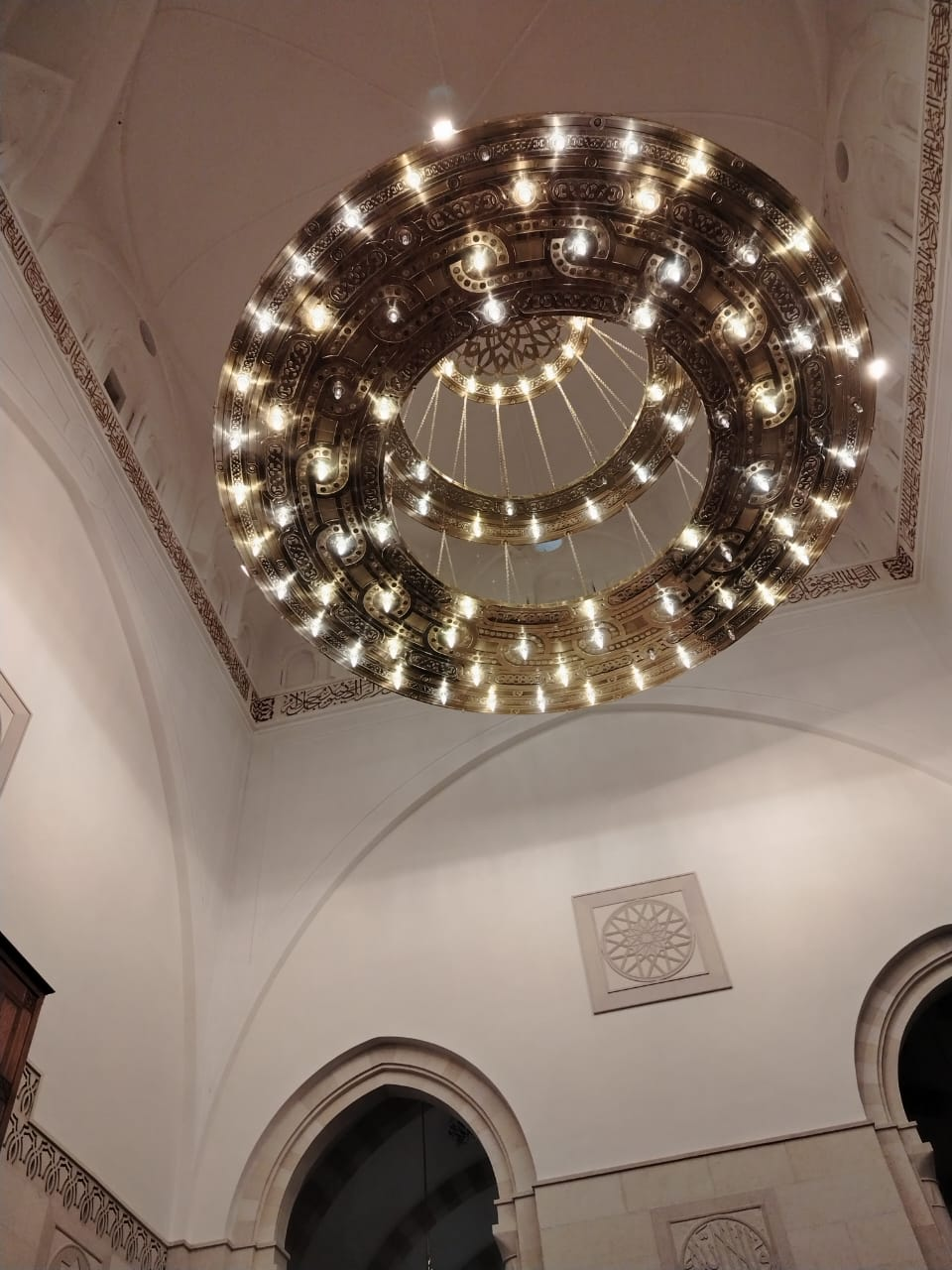
ثريا المسجد
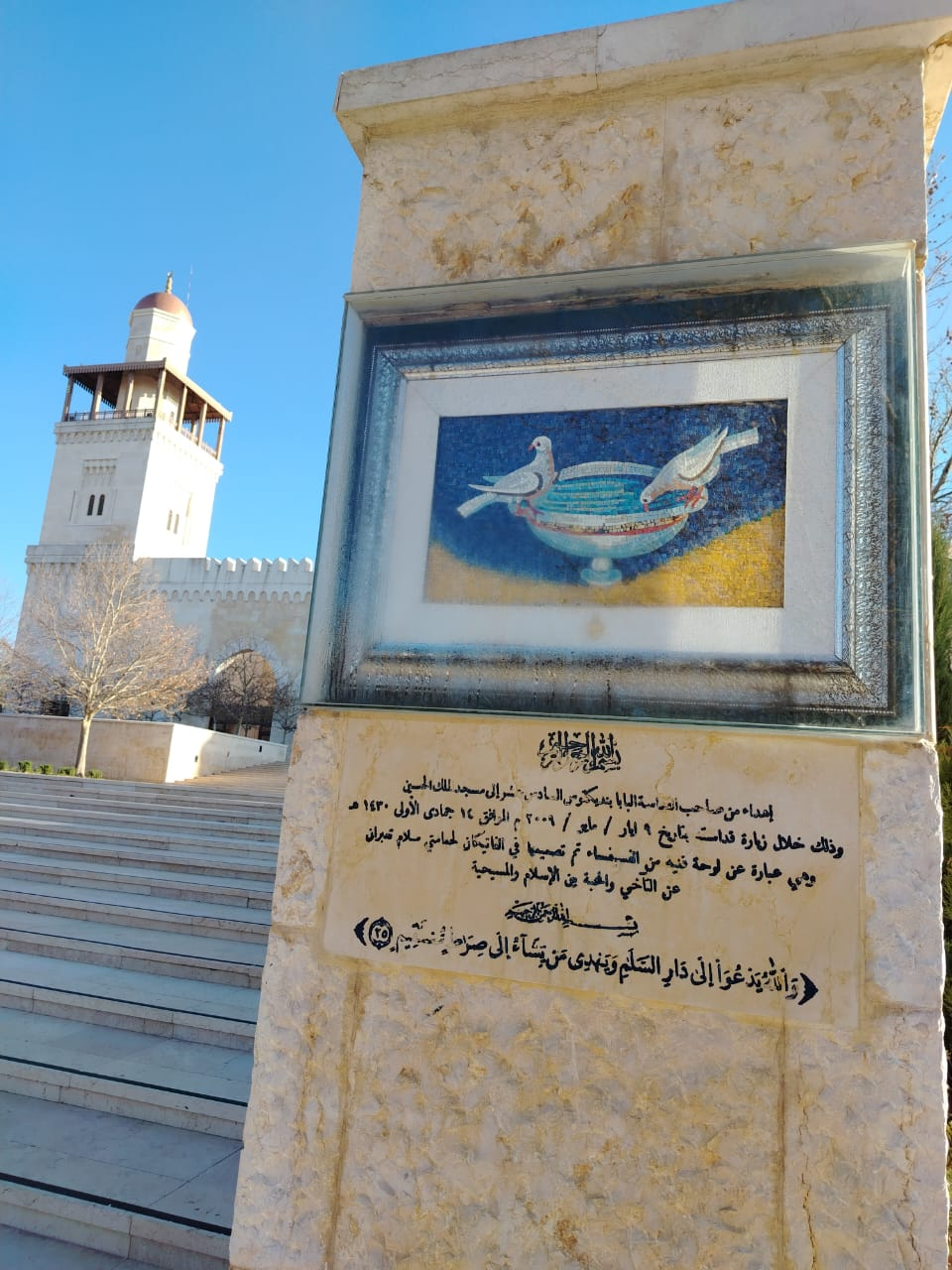
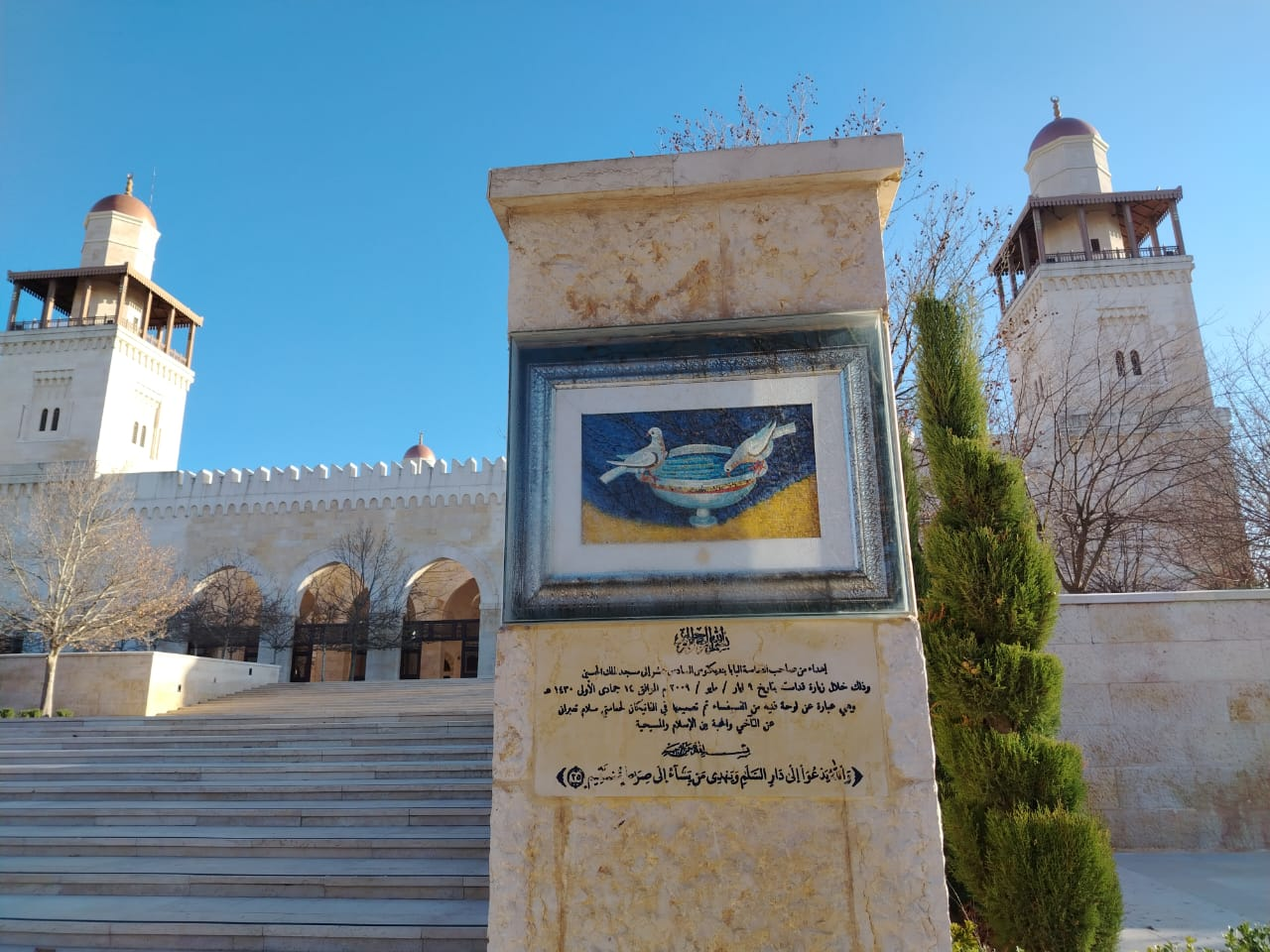
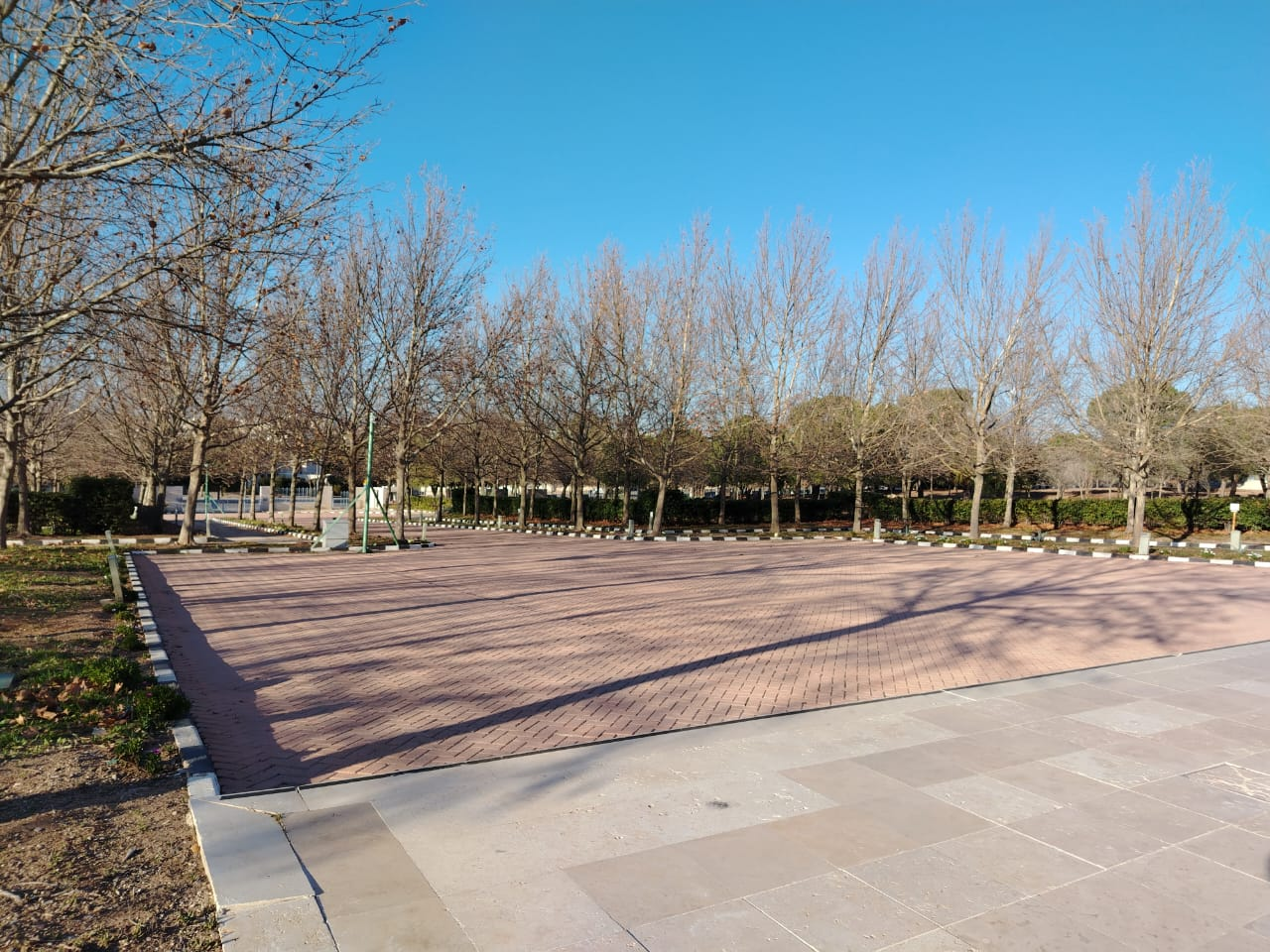
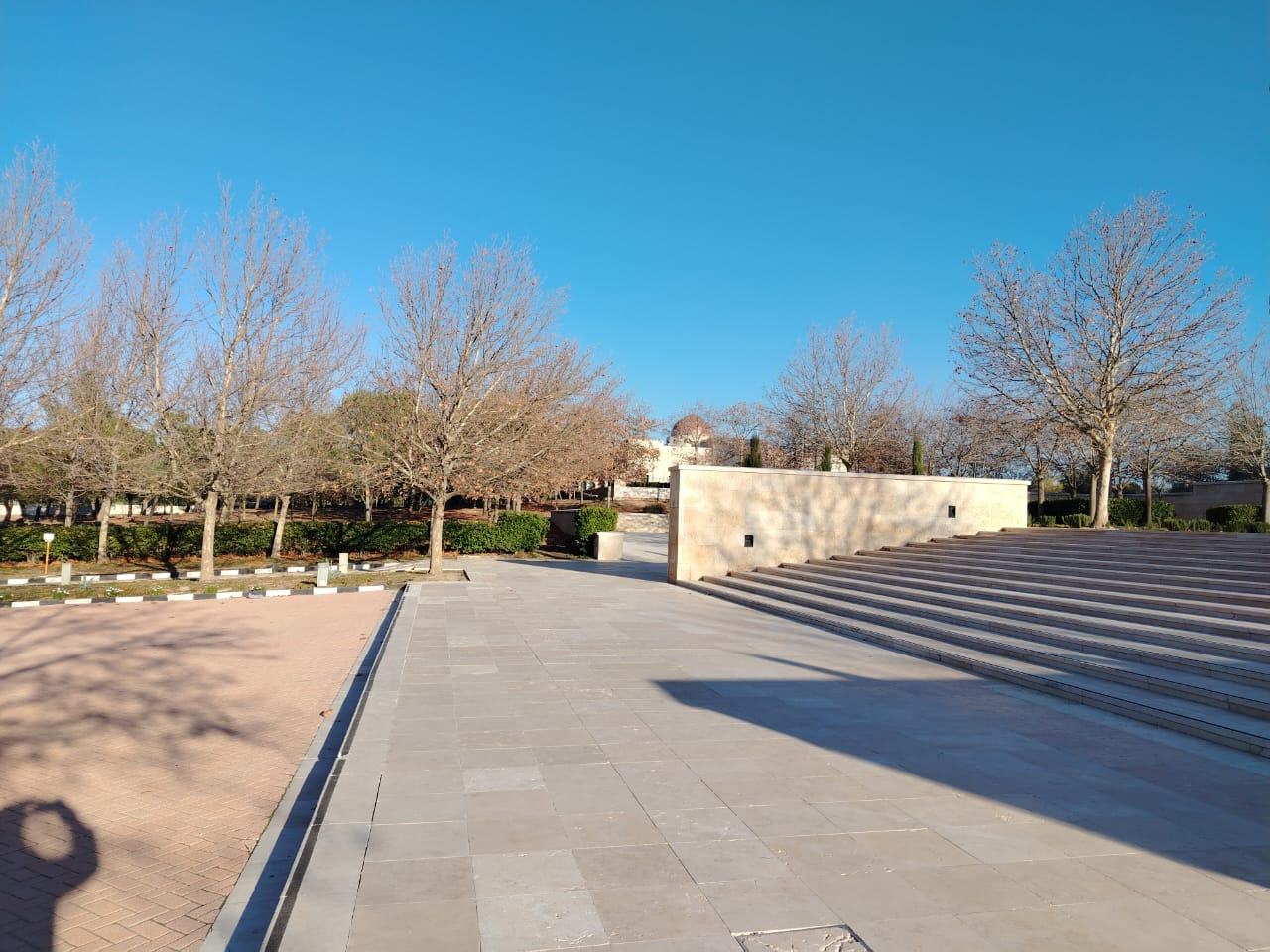
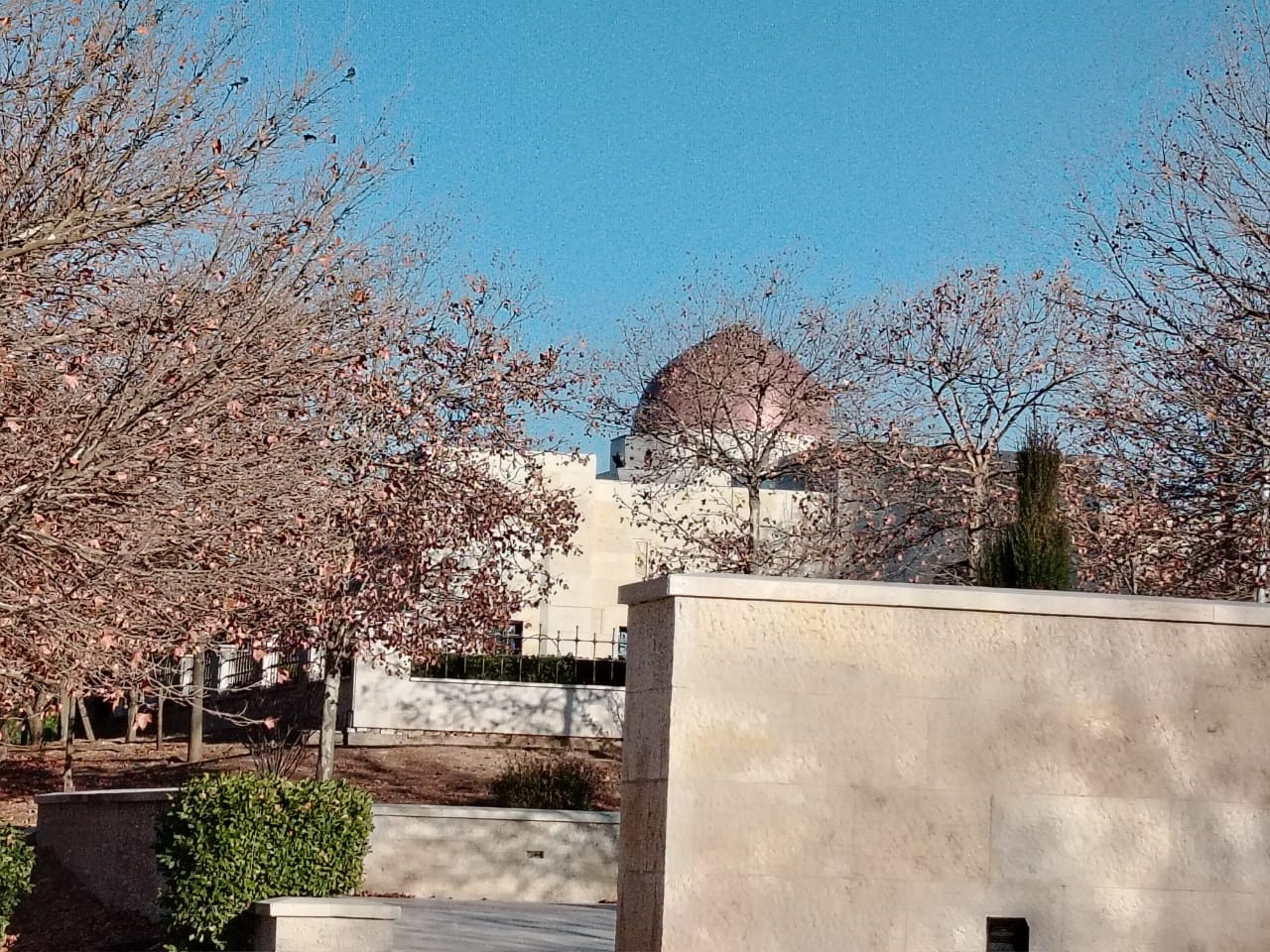